# عنصرية مجتمعية
العنصرية المجتمعية نوع من العنصرية القائمة على مجموعة من الممارسات المؤسسية، والتاريخية، والثقافية، والشخصية داخل المجتمع، وهي تضع مجموعة اجتماعية أو إثنية واحدة أو أكثر في وضع أفضل للنجاح وتضر بالفئات الأخرى بحيث تتطور الفوارق بين المجموعات. سميت العنصرية المجتمعية أيضًا بالعنصرية الهيكلية، لأنه وفقًا لكارل إي. جيمس، المجتمع منظم بطريقة تستبعد أعدادًا كبيرة من الأشخاص من خلفيات الأقليات من المشاركة في المؤسسات الاجتماعية. يشار إلى العنصرية المجتمعية أحيانًا بالعنصرية الممنهجة أيضًا.

## خلفية وأهمية
وفقًا لجيمس جوزيف شوريتش وميشيل دي. يونغ، يمكن تصنيف العنصرية إلى خمسة أنواع:
- العنصرية الصريحة، على سبيل المثال: عندما يقول الفرد شيئًا عنصريًا.
- العنصرية الخفية، ظاهرة فردية.
- العنصرية المؤسساتية، عندما تعامل المؤسسات الناس من مختلف الأعراق معاملة مختلفة.
- العنصرية المجتمعية.
- العنصرية الحضارية.

يصعب اكتشاف العنصرية الهيكلية لأنها تتطلب فحص البيانات بمرور الوقت لتحديد كيف تحافظ مجموعة الممارسات المؤسسية، والتاريخية، والثقافية، والشخصية على عدم المساواة العرقية على مدى فترة من الزمن. ومع ذلك، فإن العنصرية الهيكلية هي أكثر أشكال العنصرية انتشارًا بسبب كيفية انتشارها في جميع مستويات المجتمع من خلال دمج الممارسات المؤسسية، والتاريخية، والثقافية، والشخصية في مجتمع يديم عدم المساواة العرقية، وبالتالي تقييم المجتمع ككل. الحقائق نفسها التي تجعل العنصرية الهيكلية هي الأكثر انتشارًا في المجتمع تجعل من الصعب تحليلها ويعتبر النطر إلى منظمة فردية خيارًا سيئًا لأنها تحتاج إلى تحليل كل مستوى من مستويات المجتمع، وليس مجرد منظمة معينة.

## في الولايات المتحدة الأمريكية
كتب جورج إم. فريدريكسون أن العنصرية المجتمعية متأصلة بعمق في الثقافة الأمريكية وأنه في القرن الثامن عشر، ظهرت العنصرية المجتمعية بالفعل بهدف الحفاظ على مجتمع يهيمن عليه البيض، وأن «العنصرية المجتمعية لا تتطلب أيديولوجية للحفاظ عليها طالما تُعتبر أمرًا مفروغًا منه». عند النظر على وجه التحديد إلى العنصرية الهيكلية داخل الولايات المتحدة الأمريكية، يُضفى الطابع الرسمي على الممارسات التي كثيرًا ما تضع البيض، أو القوقازيين، في موقع متميز، بينما تكون في نفس الوقت ضارة باستمرار للأشخاص الملونين، مثل الأمريكيين من أصل أفريقي، والهسبان، والأمريكيين الأصليين، وسكان جزر المحيط الهادئ، والآسيويين، والشرق أوسطيين. غالبًا ما يستتبع وضع الميزة هذا ما يلي: المزيد من الفرص لشغل مناصب السلطة، وامتيازات البيض، والمعاملة المتفوقة من جانب المؤسسات. يؤدي هذا إلى عدم المساواة العرقية بين البيض والمجموعات العرقية الأخرى والتي تظهر غالبًا على أنها قضايا فقر أو تفاوتات صحية بين المجموعات.

### الفقر
يمكن لتحليل مستويات الفقر، حاليًا أو على مدى فترة زمنية، عبر مجموعات عرقية مختلفة أن يعطي مؤشرًا على العنصرية الهيكلية، دون أن يعنيها. دليل الفقر لعام 2017 للولايات المتحدة المتجاورة لأسرة مكونة من 3 أفراد هي 20,460 دولارًا أمريكيًا وفقًا لوزارة الصحة والخدمات الإنسانية الأمريكية. اختير حجم الأسرة البالغ ثلاثة لأنه متوسط الحجم في الولايات المتحدة. باستخدام دليل الفقر لأسرة مكونة من ثلاثة أفراد من وزارة الصحة والخدمات الإنسانية الأمريكية كخط أساس لمقارنة الدخل حسب الأسرة في كل مجموعة عرقية، يمكن للمرء أن يرى الاتجاهات ومقارنة المجموعات. يعتمد الجدول أدناه على بيانات التعداد السكاني في الولايات المتحدة لعام 2017 ويظهر مستويات الفقر للمجموعات العرقية الأساسية في الولايات المتحدة:
|         | عند أو تحت خط الفقر | بين ضعف حد الفقر إلى حد الفقر | الأسر التي يزيد دخلها عن 100,000 دولار في السنة |
| آسيويون | 12.6 %              | 15.1%                         | 41.7%                                           |
| بيض     | 13.4%               | 20.3%                         | 32.9%                                           |
| هسبان   | 18.1%               | 26.2%                         | 19.8%                                           |
| سود     | 26.8%               | 26.9%                         | 16.1%                                           |

بالمقارنة مع الأسر التي تُعرف بأنها من البيض، فإن معدلات الفقر أعلى لدى أولئك الذين يُعرفون بأنهم سود أو من أصل هسباني. الأسر المعيشية التي تُعرف بأنها آسيوية لديها معدلات فقر أقل حيث هاجر العديد منها بعد تلقي عروض العمل المكتسبة من خلال خلفيتهم العملية والتعليمية، ويتمتع الآسيويون المولودون في الولايات المتحدة بمعدل مرتفع من التعليم ما بعد الثانوي، مما يساهم في الصورة النمطية للأقلية النموذجية التي تسبب تباعدًا بين الآسيويين والمجموعات العرقية الأفقر. من ناحية أخرى، فإن عددًا كبيرًا من ذوي الأصول الهسبانية في الولايات المتحدة إما مهاجرين جدد أو ينحدرون منهم، ممن سعوا إلى عمل وضيع في الولايات المتحدة وجلبوا معهم القليل من الثروة أو كانوا معدمين، مما ساهم في فرق الدخل الذي شوهد بين ذوي الأصول الهسبانية وغيرهم. من المرجح أن تكون الأسر السوداء أكثر فقرًا مقارنة بالأسر البيضاء. من المرجح أن تكون الأسر ذات الأصول الهسبانية عند خط الفقر أو أقل منه بنسبة 35% أكثر من الأسر البيضاء. تزداد احتمالية حصول الأسر ذات الأصول اللاتينية والسود على دخل بين ضعف خط الفقر وخط الفقر بنسبة 35% مقارنة بالأسر البيضاء. تزيد احتمالية حصول الأسر الآسيوية بنسبة 27%، و159%، و110% على دخل الأسر البيضاء أو السوداء أو الهسبانية، على التوالي، بستة أرقام.
فجوة الثروة بين المجموعات العرقية موجودة عبر التاريخ. تمتلك الأسر البيضاء مستويات أعلى بكثير من المساواة في الإسكان، والمساواة في الأعمال التجارية، والأصول المالية من الأسر السوداء والهسبانية. يمكن للأزواج أن يجمعوا الثروة بسرعة من خلال تقاسم الموارد. عدد البالغين العازبين في الأسر السوداء ضعف الأسر البيضاء. يؤدي الفقر إلى مشاكل صحية، وانخفاض التعليم العالي، والمزيد من المتسربين من المدارس الثانوية، والمزيد من حمل المراهقات، وفرص أقل. لذلك، فإن جزءًا كبيرًا من العنصرية الهيكلية له علاقة بدائرة الفقر التي تجعل الأمر أكثر صعوبة على الناس وأحفادهم المحاصرين في هذه الدورة لتجميع ثروة كافية لزيادة دخلهم ومكاسبهم الرأسمالية.

### عدم المساواة الصحية
لدائرة الفقر التي يمكن أن تفرضها العنصرية الهيكلية على الأقليات آثار سلبية على صحتهم العامة، من بين الأمور الأخرى. يمكن أن تظهر التفاوتات الصحية على شكل تفاوتات في العديد من جوانب الصحة مثل جودة الرعاية الصحية، وحدوث ونتائج المرض أو الاضطرابات، وطول الحياة، ووفيات الرضع، والتعليم الصحي والجنسي، والتمارين الرياضية، وتعاطي المخدرات. علاوة على ذلك، يُعتقد أن العنصرية نفسها لها تأثير سلبي على الصحة العقلية والبدنية.
هناك علاقة عكسية بين التمييز والصحة وفقًا لورقة بحثية حللت البحوث المنشورة على موقع ببمد في الفترة 2005-2007 بشأن العلاقة بين الاثنين، علاوة على ذلك، أصبح النمط أكثر وضوحًا عبر مجموعة أكبر من القضايا والبيانات. تظهر هذه الدراسة أن هذا النمط المعروف منذ فترة طويلة لم يختف. وفقًا لتقرير عام 1985 الصادر عن فريق عمل الوزيرة المعني بصحة السود والأقليات من قبل وزارة الصحة والخدمات الإنسانية الأمريكية عمومًا، يتمتع الأمريكيون بصحة أفضل وزاد طول أعمارهم، ولكن هناك عدم مساواة مستمرة بين السود والأقليات الأخرى في معدل الموت والمرض على عكس إجمالي السكان، علاوة على ذلك، يشير التقرير إلى أن هذا التفاوت موجود منذ أكثر من جيل في هذه المرحلة أو منذ ذلك الحين، أما السجلات الفدرالية فهي واقعية أكثر.
هذا دليل قاطع على أن الحكومة الفيدرالية لاحظت هذه التفاوتات العرقية في الصحة قبل فترة طويلة من دراسة 2005-2007 لبيانات البحث التي كشفت عن النمط. بناءً على الدراسات التي راجعوها، أصبح من الواضح أنه بغض النظر عن الوضع الاجتماعي والاقتصادي، فإن التفاوتات العرقية في الصحة موجودة بين مجموعات الأقليات للعديد من القضايا الصحية مثل مرض السكري، وارتفاع ضغط الدم، وأمراض القلب، والسمنة. هذا يدل على أنه يمكن التخفيف من التفاوتات الصحية من خلال تنمية الوضع الاجتماعي والاقتصادي لكنها ما تزال قائمة على جميع المستويات.